# Мемориал воинам, павшим в локальных конфликтах (Майкоп)
Мемориал воинам, павшим в локальных конфликтах в Майкопе расположен по улице Шоссейевя 146, рядом Войсковой Храм-памятник в честь Святаго Великомученика и Победоносца Георгия, и памятник Святителю Николаю Чудотворцу. Перекрёсток с улицой Вадима Лемеша ведущей к жилому комплексу «Предгорье Лагонаки».
Авторы памятника: Группа энтузиастов военнослужащих 131-й омсбр, 67-го армейского корпуса.

## История
Памятник открыт на народные средства в 1997 году.
Памятник отреставрирован в 2004 году.

### Участники создания и спонсоры

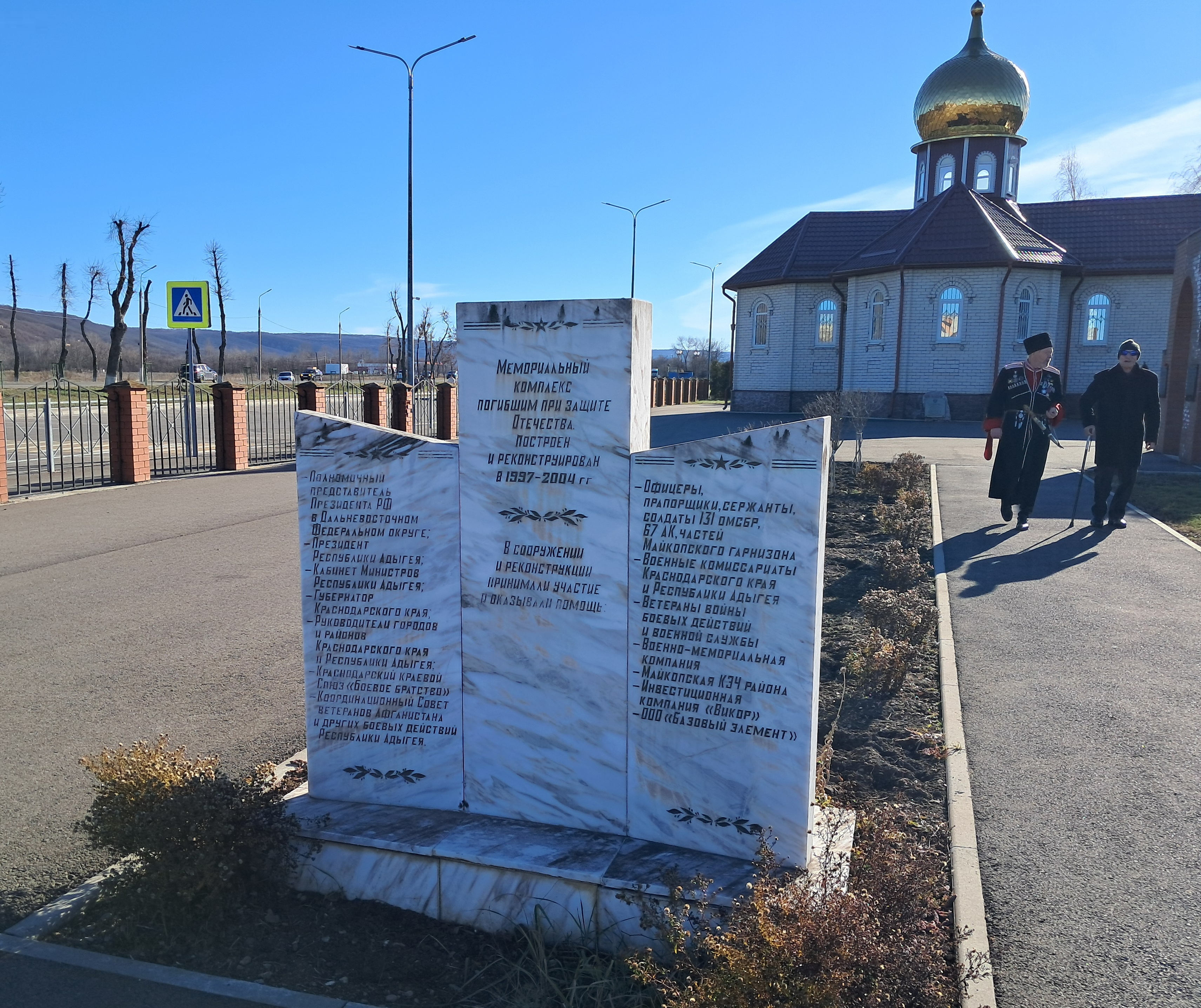
Основатели и спонсоры Мемориала

На входе установлен памятный знак; «Мемориальный комплекс погибшим при защите Отечества построен и реконструирован в 1997—2004 гг. В сооружении и реконструкции принимали участие и оказывали помощь: — Полномочный представитель Президента РФ в Дальневосточном Федеральном округе; — Президент Республики Адыгея; — Кабинет Министров Республики Адыгея; — Губернатор Краснодарского края; — Руководители городов и районов Краснодарского края и Республики Адыгея; Краснодарский краевой союз „Боевое братство“; — Координационный Совет ветеранов Афганистана и других боевых действий Республики Адыгея; — Офицеры, прапорщики, сержанты, солдаты 131 омсбр, 67 АК, частей Майкопского гарнизона; — Военные комиссариаты Краснодарского края и Республики Адыгея; — Ветераны войны, боевых действий и военной службы; — Военно-мемориальная компания; — Майкопская КЭЧ района; — Инвестиционная компания „Викор“; — ООО „Базовый элемент“.»
Под аркой Памяти: «Тем, кто героически выполнил воинский и интернациональный долг, отдал жизнь за территориальную целостность России.» «Мы помним о Вас, никогда не забудем, и вечно скорбить будет Родина — Мать.»

### Памятники участникам вооружённых конфликтов

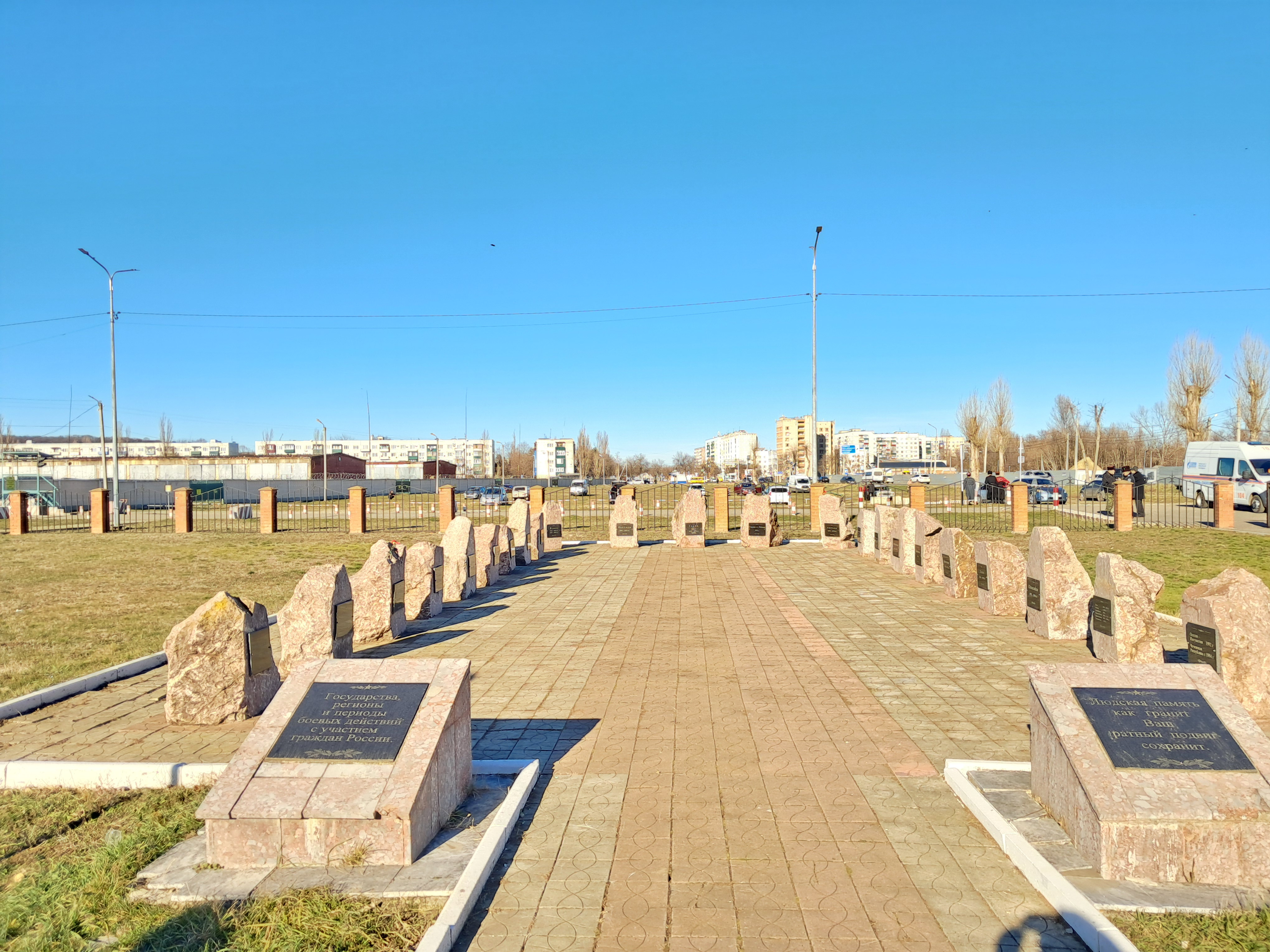
Памятники участникам вооружённых конфликтов, Майкоп 2025

С правой стороны — вооруженные конфликты: «Государства, регионы и периоды боевых действий с участием граждан России.» «Людская память как гранит Ваш ратный подвиг сохранит.» «Китай 1946—1950 гг.» «Северная Корея 1950—1953 гг.» «Венгрия 1956 г.» «Алжир 1962—1964 гг.» «Куба 1962—1993 гг.» «Чехословакия 1968 г.» «остров Даманский 1969 г.» «озеро Жаранашколь 1969 г.» «Египет 1962—1963 гг. 1967—1975 гг.» «Йемен 1962—1963 гг. 1967—1969 гг.» «Вьетнам 1961—1974 гг.» «Сирия 1967 г., 1970 г., !972 — 1973 гг.» «Сирия и Ливан 1982 г.» «Ангола 1975—1979 гг.» «Мозамбик 1967—1969 гг., 1975—1979 гг., 1984—1987 гг.» «Эфиопия 1977—1979 гг.» «Афганистан 1978—1989 гг.» «Камбоджа 1970 г.» «Бангладеш 1972—1973 гг.» «Лаос 1960—1970 гг.» «Югославия 1992—1996 гг.» «Литва 1990—1991 гг. Абхазия с 1992 г. Азербайджан 1990 г. Южная Осетия 1990 г. 2008 г. Приднестровье 1992—1994 гг. Таджикистан с 1992 г.» «Осетия — Ингушетия 1992 г. Чеченская Республика с 1994 г.»
Ближе к памятнику надпись: «Военнослужащим 131 омсбр, 67 АК, силовых структур России, погибшим при выполнении боевого задания, проявившим стойкость и мужество, верность военной Присяге!»

### Центральная часть Памятника

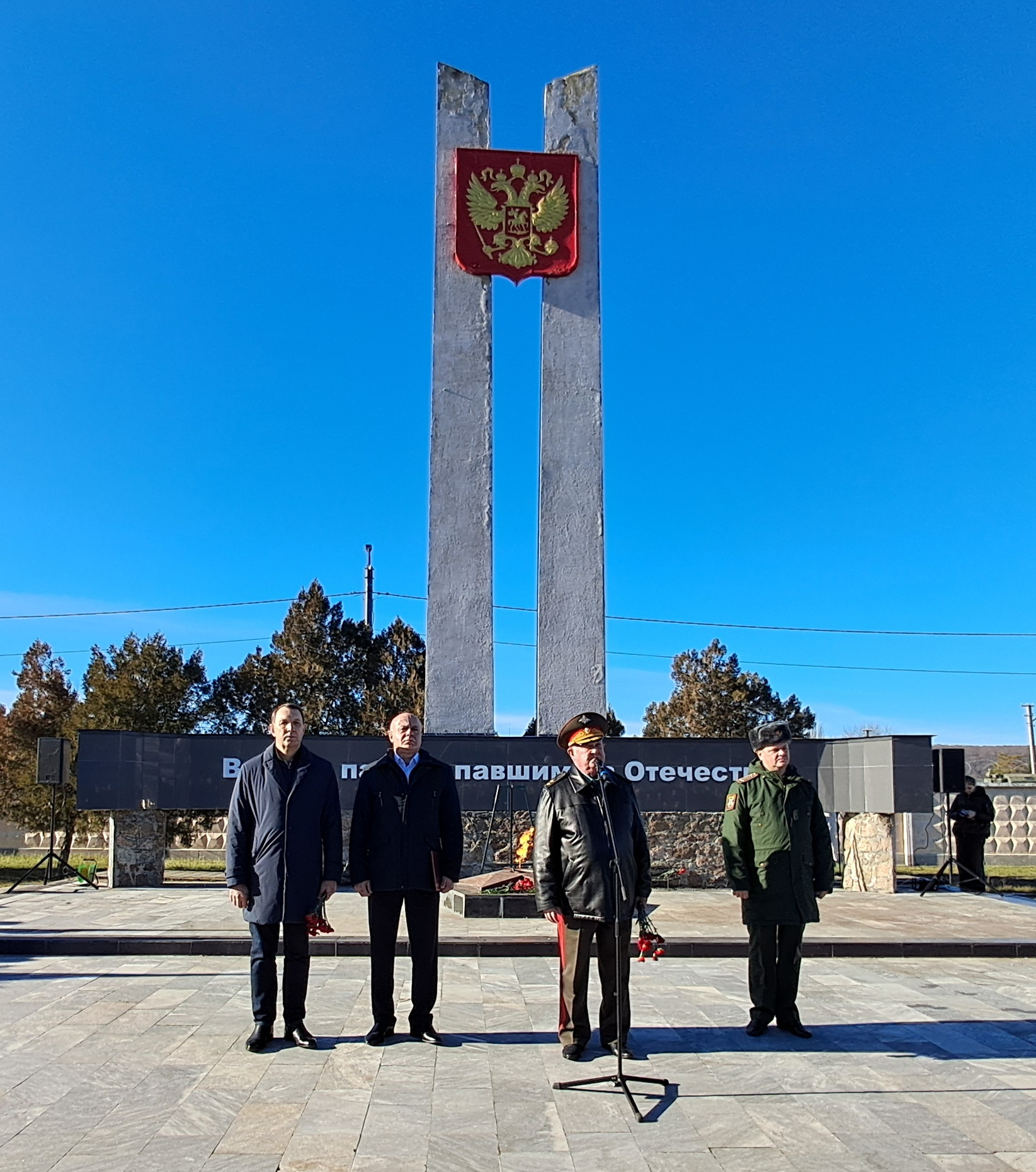
Мемориал 2.1.25 Майкоп. Свеженец В. П., Цеев Э. К., Пуликовский К. Б.

Две высокие стелы, на верху — герб России: «Вечная память павшим за Отечество!» Скорбящая мать и склонённые знамёна. У подножия — место Вечного огня.

Две единицы военной техники на постаментах: 

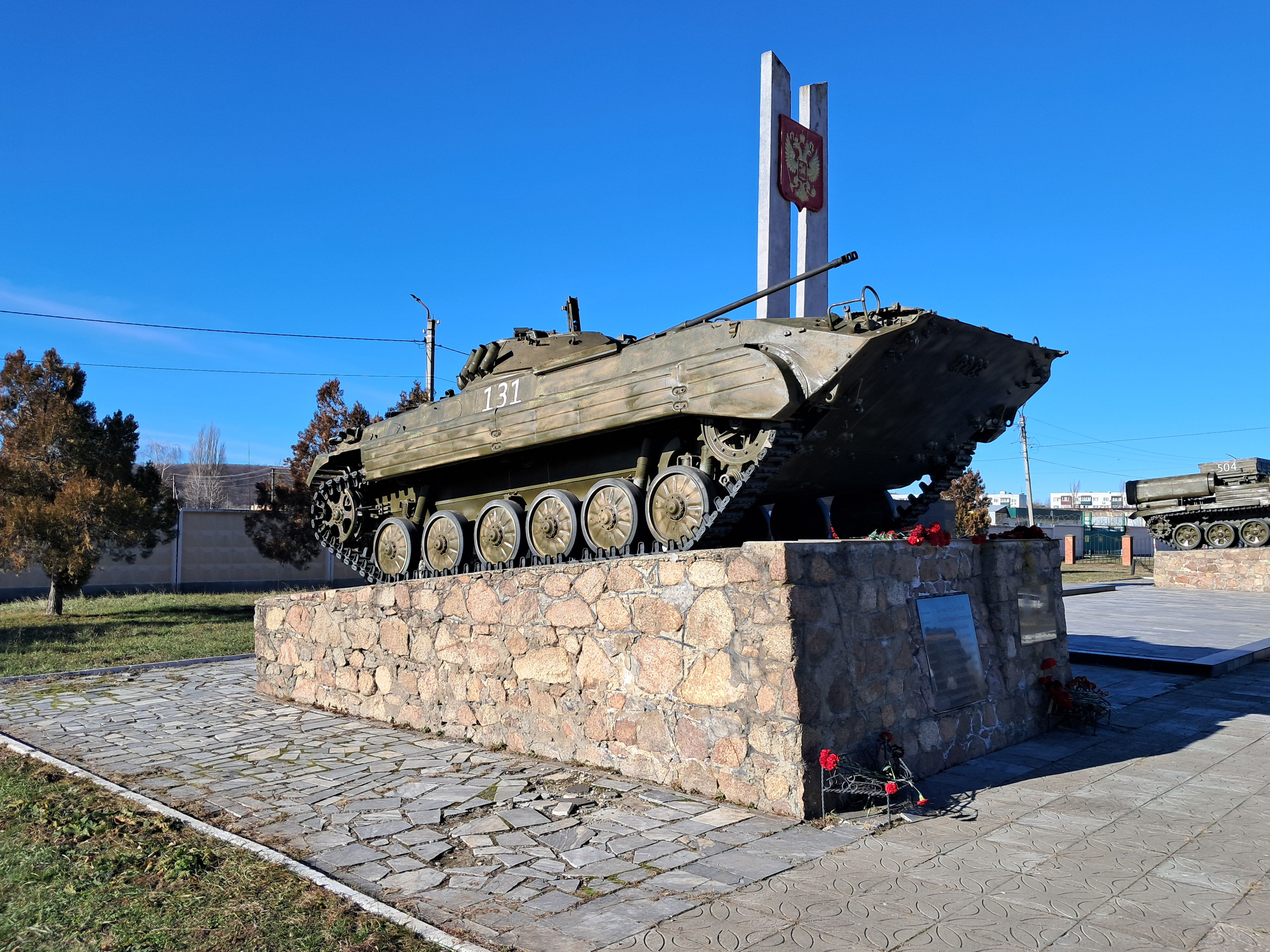
БМП-2 на Мемориале, Майкоп 2025

1) БМП-2 — боевая машина пехоты. На постаменте две памятные таблички: «Герой России полковник Савин, Иван Алексеевич командир 131-й отдельной мотострелковой бригады»
Список военнослужащих: «полковник Пискижев, Пётр Прокофьевич полковник Сащенко, Евгений Константинович подполковник Зрядний, Владимир Иванович майор м/с Поляков, Вячеслав Алексеевич майор м/с Пешков Александр, Дмитриевич капитан Безуленко, Игорь Владимирович капитан м/с Котенко, Сергей Владимирович ст. лейтенант м/с Гурский, Александр Витальевич ст. лейтенант Павленко, Олег Анатольевич ст. лейтенант Пуликовский, Алексей Константинович»

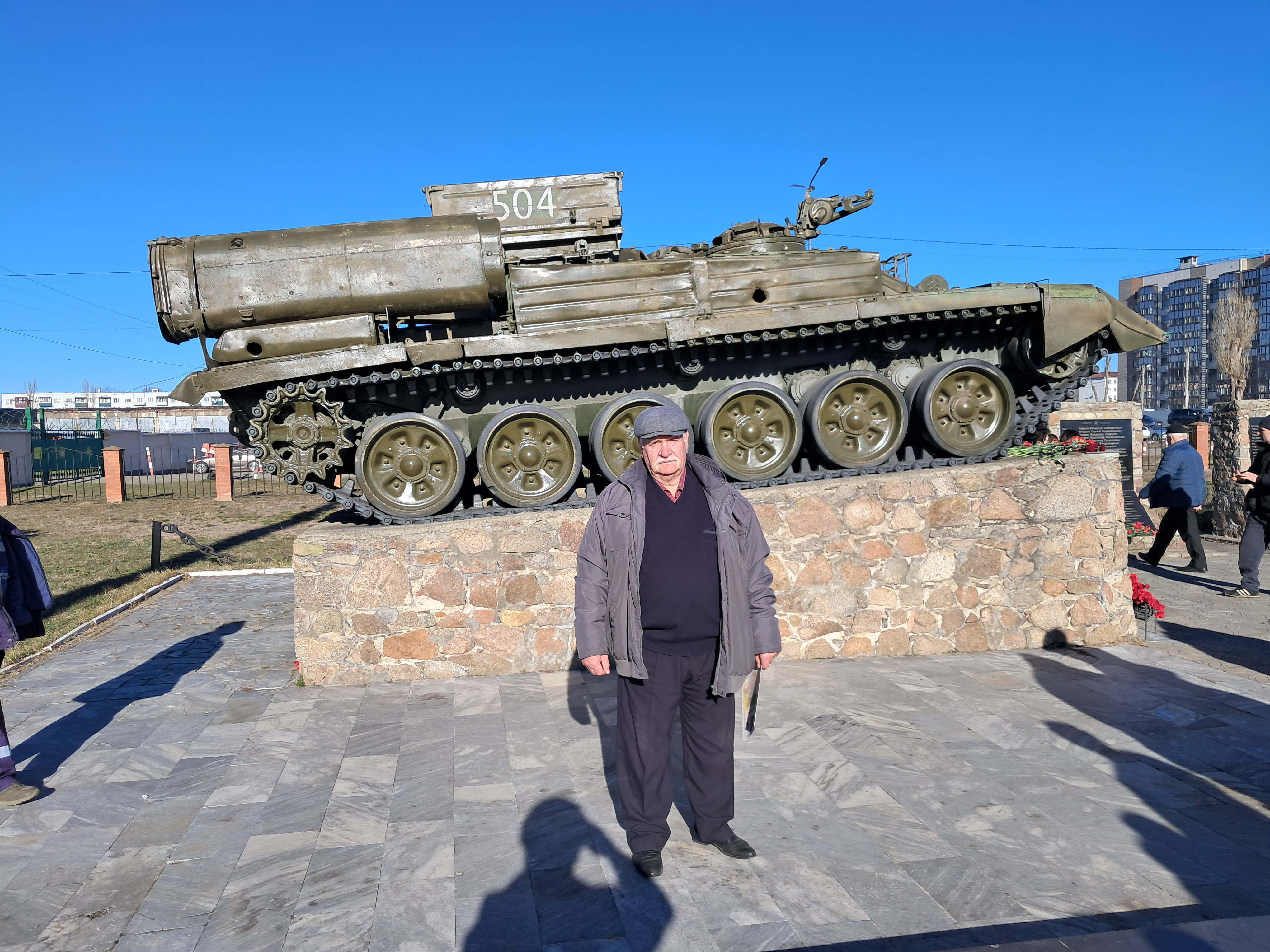
БРЭМ-1 на Мемориале, Майкоп 2025

2) БРЭМ-1 — бронированная ремонтно-эвакуационная машина. На постаменте две памятные таблички: «Герой России лейтенант Осокин, Евгений Анатольевич командир взвода 529 омсб»
Список военнослужащих: «полковник Пиха, Николай Иванович майор Булахов, Виктор Васильевич майор Гоголев, Владимир Николаевич майор Петров, Николай Александрович ст. лейтенант Гужбин, Сергей Евгеньевич лейтенант Божко, Сергей Николаевич лейтенант Гуща, Сергей Григорьевич лейтенант Елисеев, Владимир Викторович ст. прапорщик Гопиенко, Николай Витальевич майор Манкиров, Климентий Николаевич»

### Шесть пилонов со списками фамилий
По 3 пилона, с левой и правой сторон памятника.

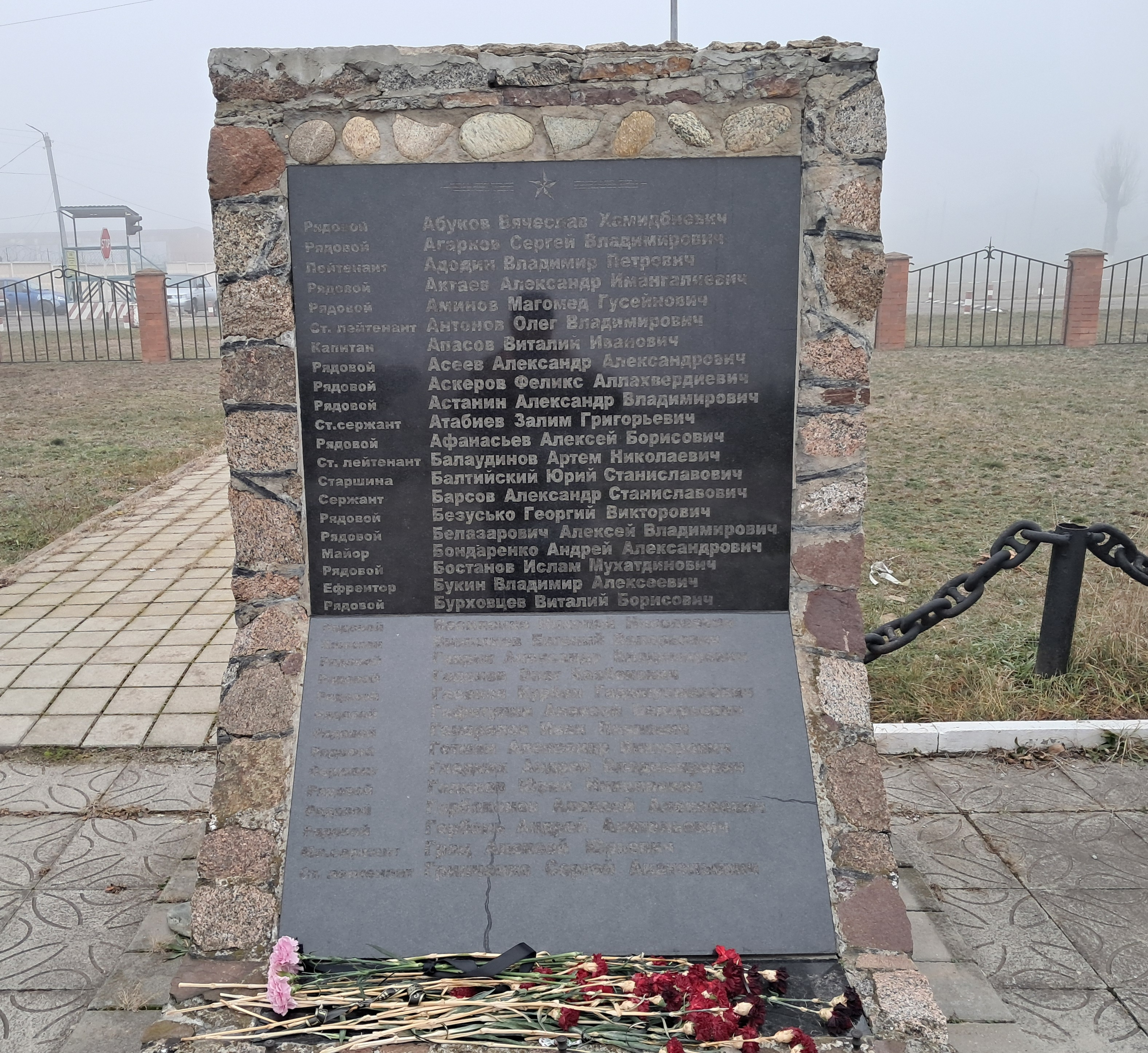
1-й пилон (Абуков В.Х.-Гринченко С.А.)
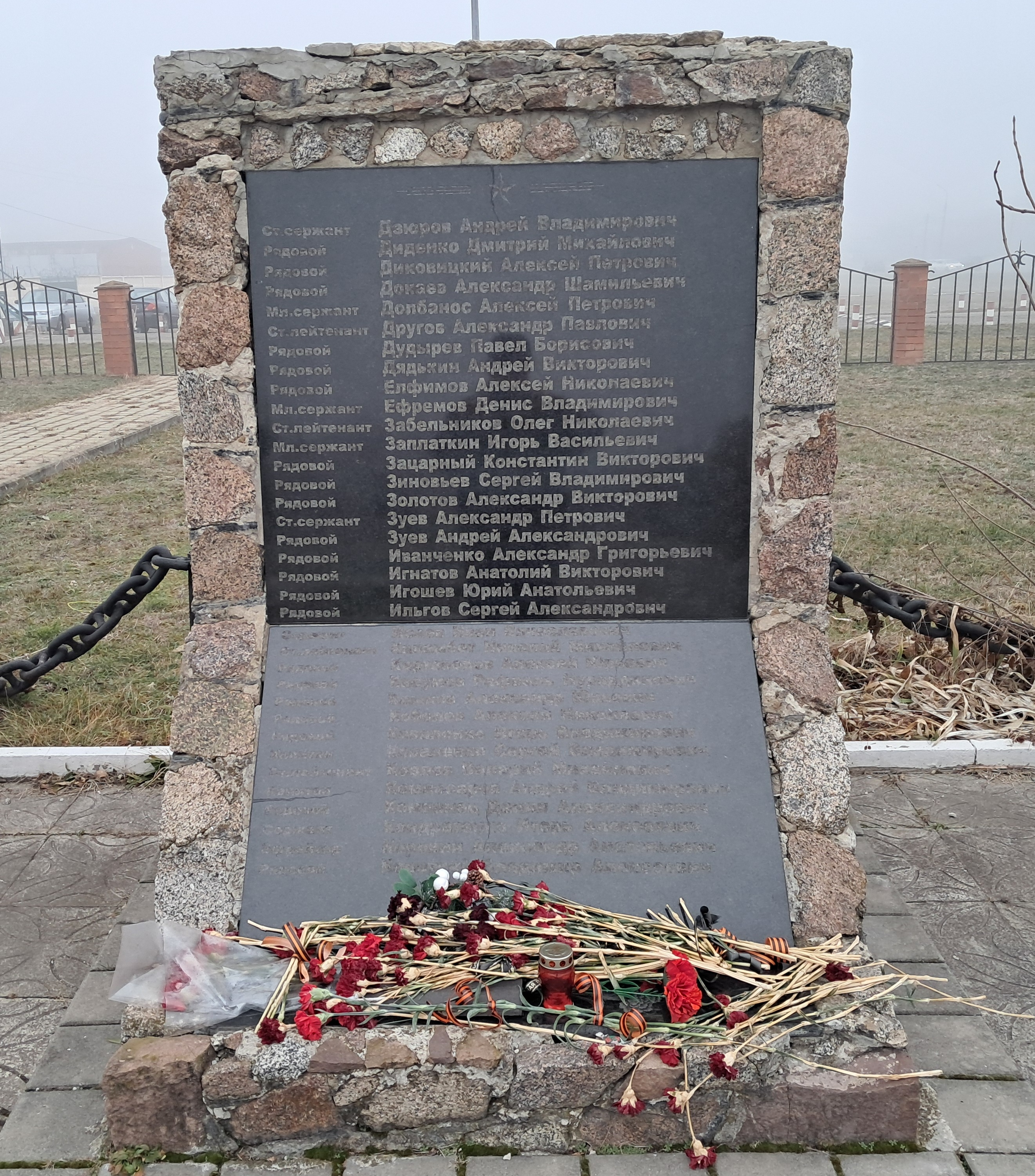
2-й пилон (Дзюров А.В.- Козлов В. М.)
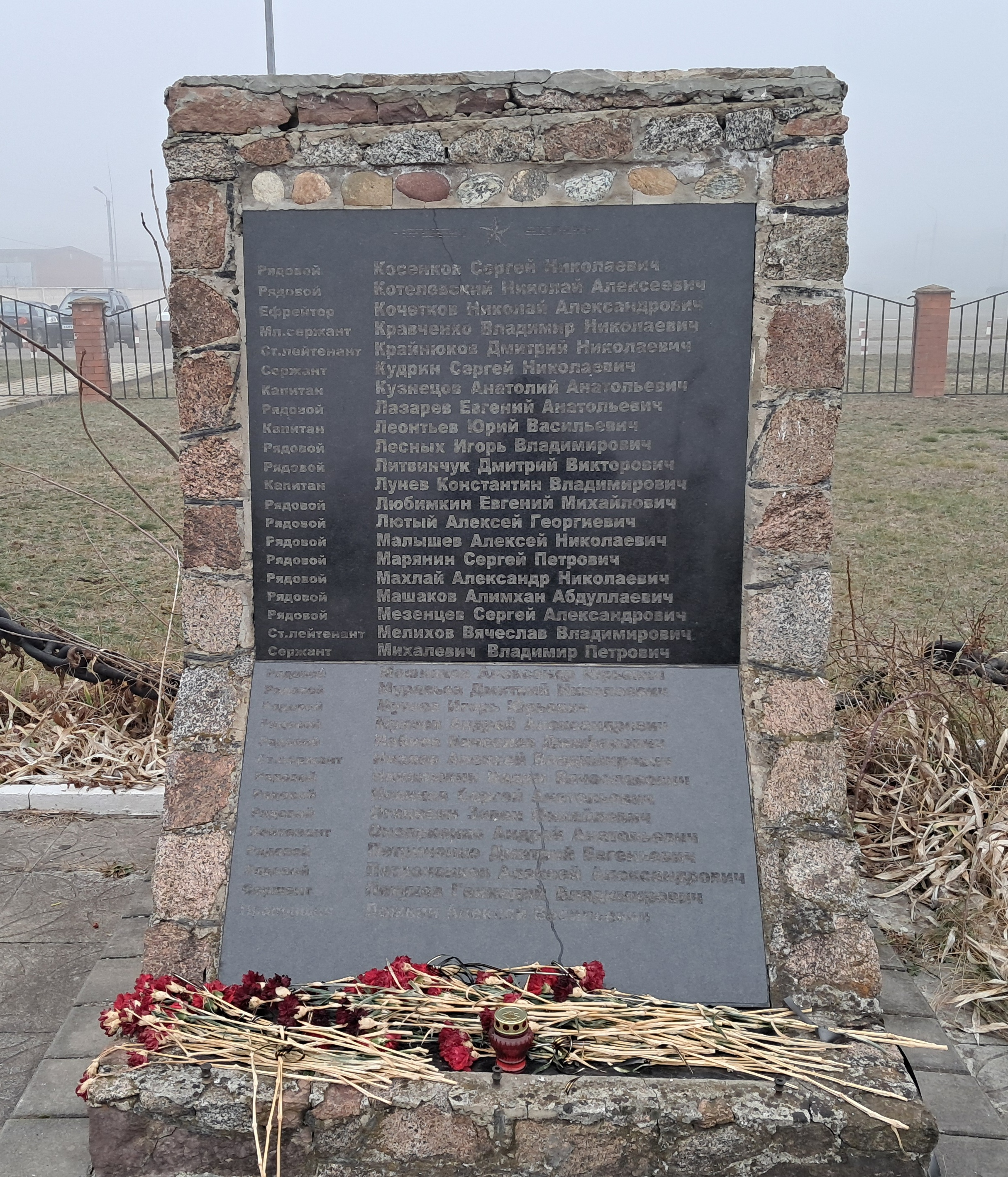
3-й пилон (Косенков С.Н.-Петухов Г.В.)
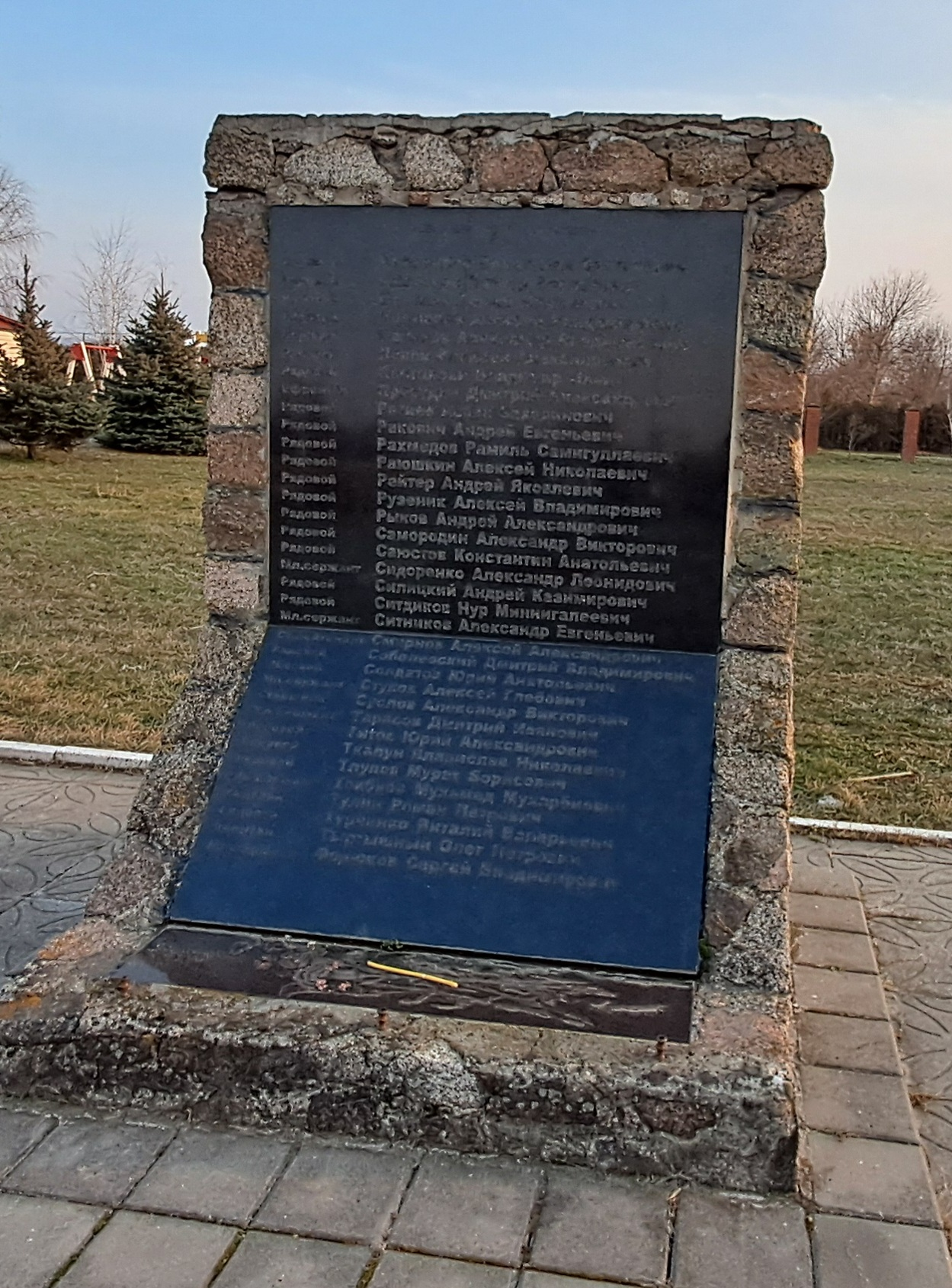
4-й пилон (Р- Ф)
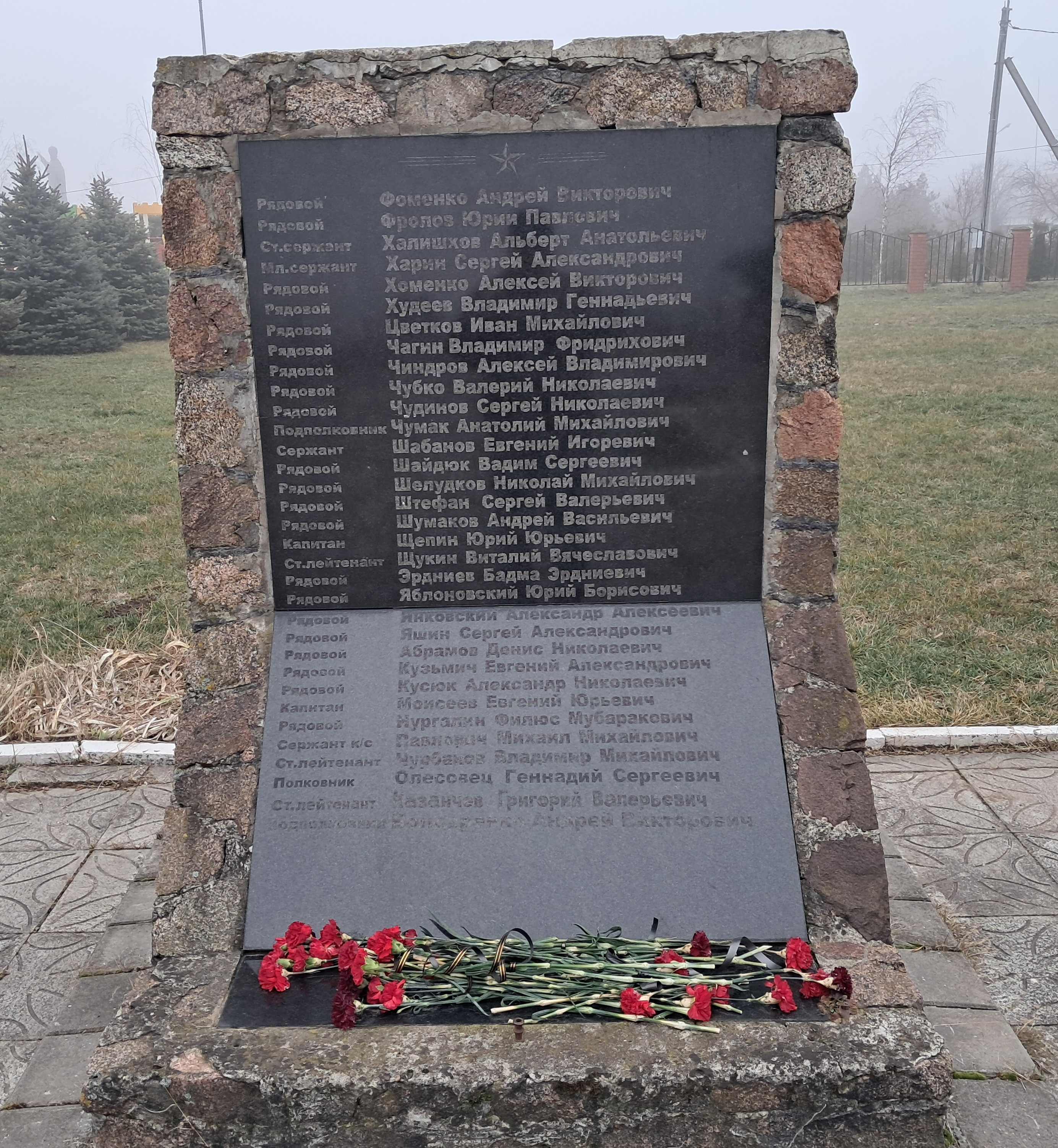
5-й пилон (Фоменко А.В.-Яшин С.А.)
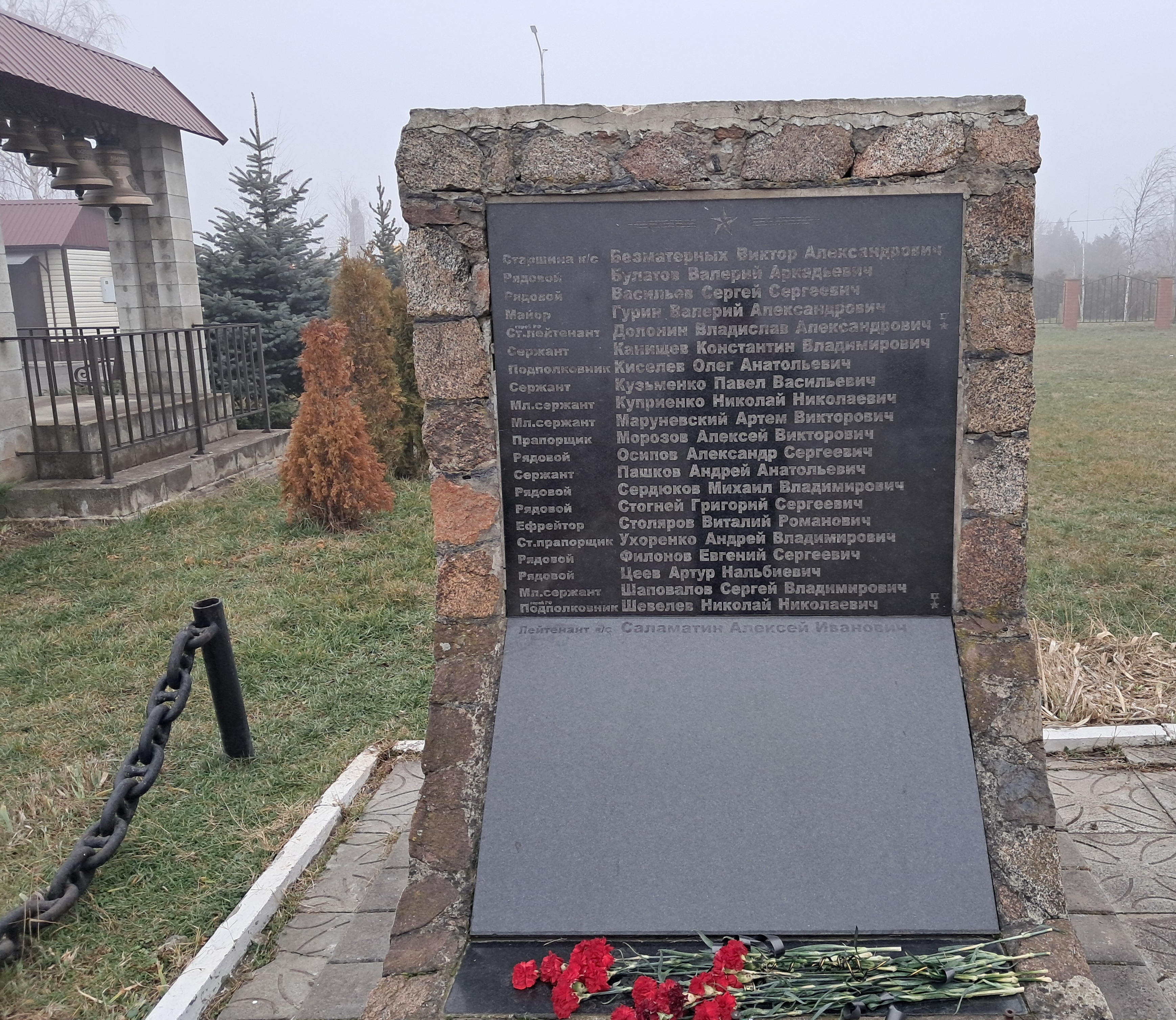
6-й пилон (др. конфликты и силовые структуры)

### Мероприятия на Мемориале
Каждый год 2 января на мемориале проводится торжественно-траурная перекличка погибших воинов.
На Мемориале Проводятся торжественно-траурные мероприятия. Встречаотся Ветераны и члены их семей. Проводятся церемониалы приведения молодого пополнения к Военной присяге и др.

#### Галерея

Файл:На мемориале Устинов В. В., Тхакушинов А. К., Майкоп 2008.
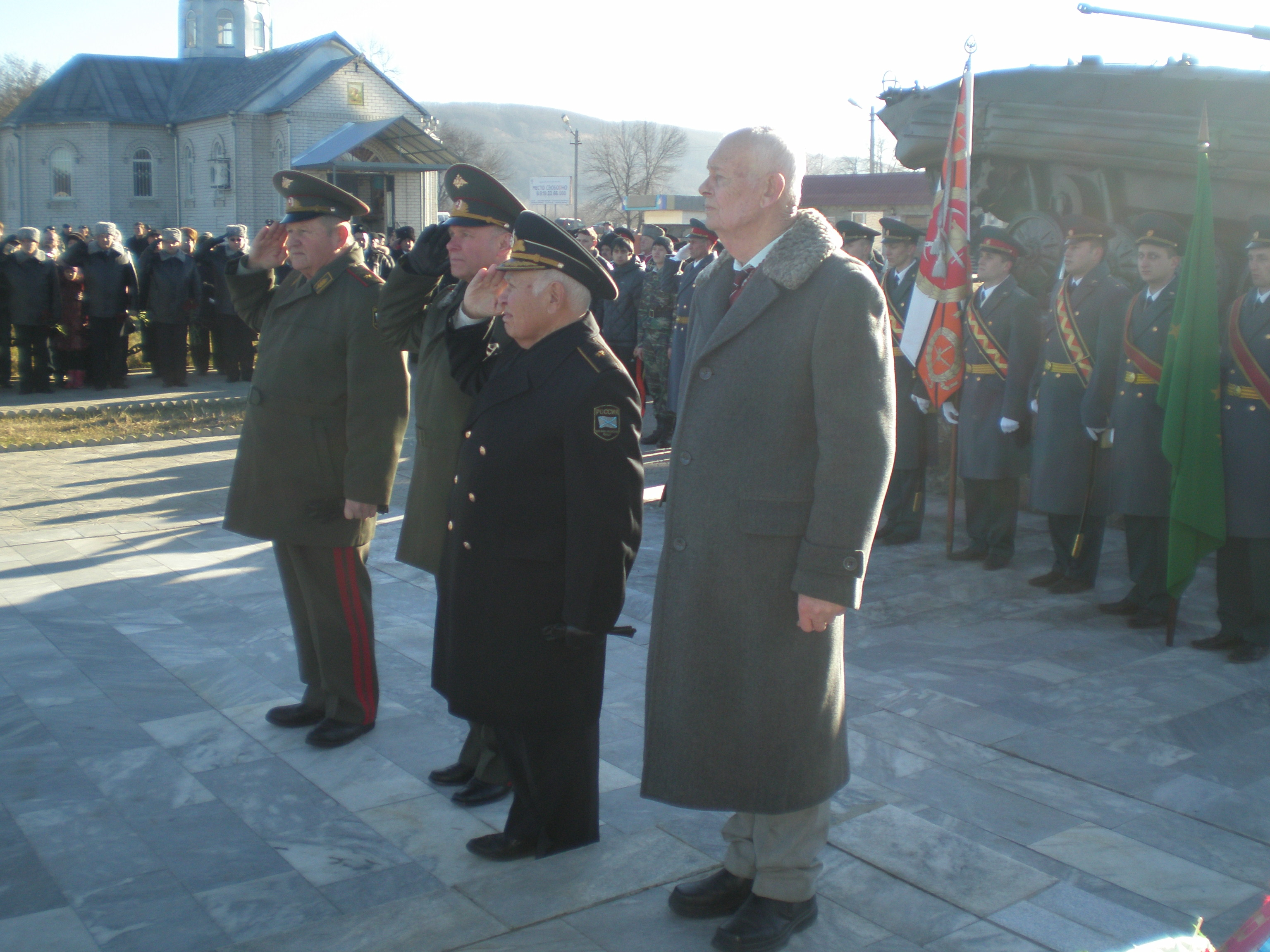
В День памяти погибших в локальных конфликтах у памятника воинам бригады. Генералы А. А. Дорофеев, Ю. Н. Колягин, М. М. Тхагапсов, Ю. Ф. Щепин. Майкоп, 2 января 2013 года
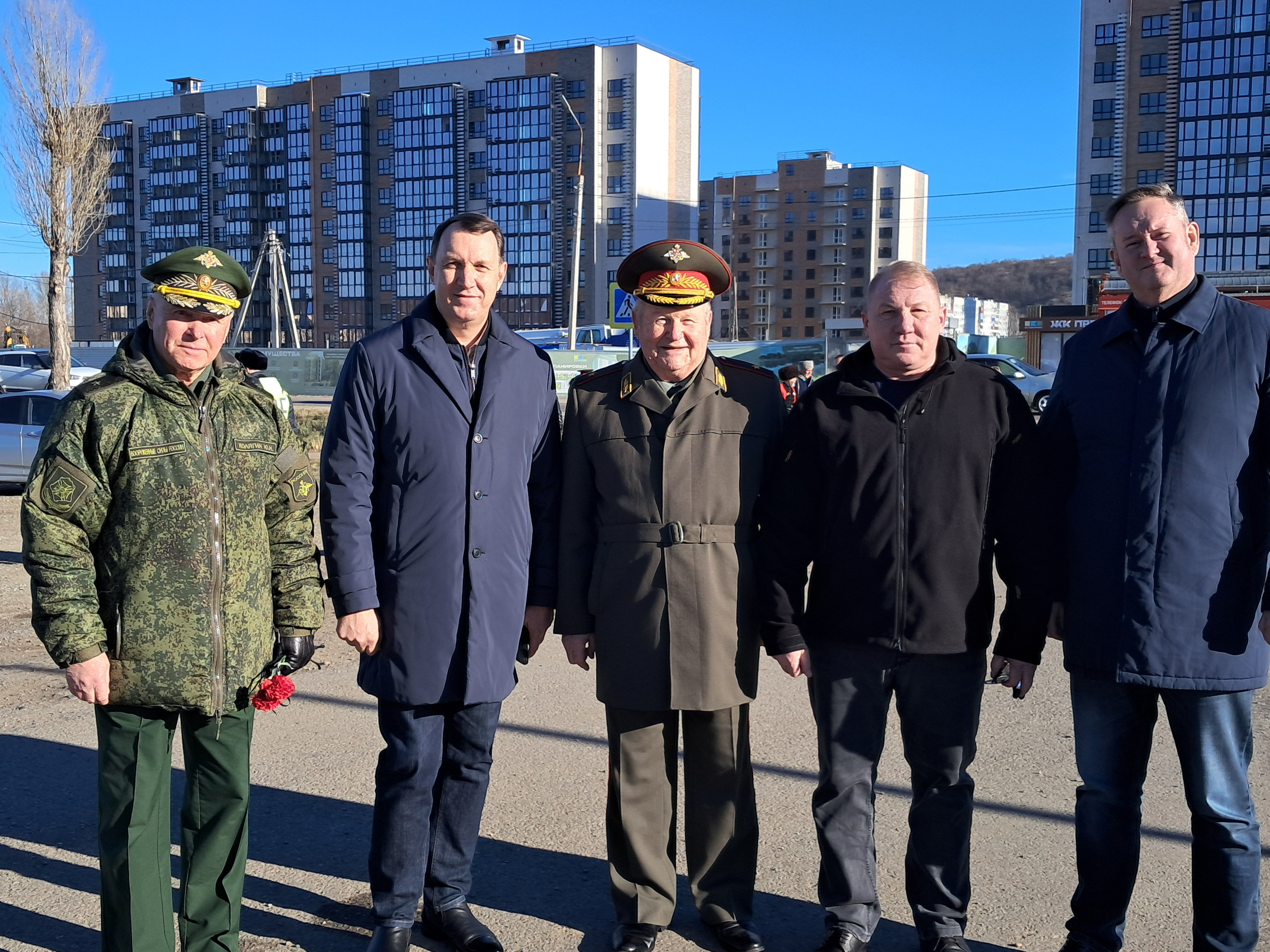
:Колягин Ю.Н., Свеженец В. П., Дорофеев А. А., Колотовкин А. В., Пуликовский С. К. на возложении, Майкоп 2.01.2025.